# 랄라역
랄라 (Lala) 역은 이탈리아 나폴리 지하철 6호선의 역이다. 나폴리의 푸오리그로타 구에 위치해 있으며 우베르토 시올라가 설계하였다. 2007년 1월 11일에 문을 열었으며 2면 2선의 역 구조를 띄고 있다. 역내에는 '아트 스테이션' 프로젝트의 일환으로 카스텔라, 캄피고토, 다고 작가의 작품이 설치 전시되고 있다.
2017년 나폴리 지하철 6호선이 수요 부족으로 운영을 멈추면서 사용되지 않고 있다.

## 시설
이 역에는 다음과 같은 시설이 있다.
- 매표기
- 에스컬레이터
- 엘레베이터
- 장애인용 접근 시설

## 환승
- 승객용 버스 정류장 (112 - 151 - R7 - N1 - EAVBUS)